# Ajmak gobijsko-sumberski
Ajmak gobijsko-sumberski (mong. Говьсүмбэр аймаг) – jeden z 21 ajmaków w Mongolii, znajdujący się we wschodniej części kraju. Stolicą ajmaku jest Czojr.
Ajmak utworzono w maju 1994 z trzech dawnych somonów ajmaku wschodniogobijskiego. Do zasobów naturalnych ajmaku należy węgiel (kopalnia Shivee-Ovoo), cyna (kopalnia Oortsog-Ovoo), fluoryt (kopalnie Adag, Öndör-Ovoo, Bayan-Ugaal), minerałów, z których można wytwarzać barwniki (kopalnia Shar Shoroo), uran (Kharaat), kamienie dekoracyjne i surowce na materiały budowlane. Uprawiane są warzywa, w tym ziemniaki; nie uprawia się zbóż.
Liczba ludności w poszczególnych latach:
| 2000   | 2008   | 2010   |
| ------ | ------ | ------ |
| 12 230 | 12 900 | 13 081 |

## Somony
Ajmak gobijsko-sumberski dzieli się na 3 somony:
| - Bajantal - Sümber - Sziweegow' |